# Lotus 88
La Lotus 88 è una vettura di Formula 1 progettata da Colin Chapman, Peter Wright, Tony Rudd e Martin Ogilvie. Con questa vettura, rivoluzionaria a quel tempo, si voleva massimizzare la deportanza creata dall'effetto suolo.

## Storia
Nel 1981 le vetture che sfruttavano l'effetto suolo erano diventate così efficienti e veloci che i piloti soffrivano per le tremende forze G laterali che si generavano in curva ed in frenata, tanto da essere a rischio black-out, come denunciato da vari piloti tra i quali Bruno Giacomelli. In più la deportanza garantita dall'effetto suolo era così elevata da portare ad una estrema riduzione delle superfici alari e molto spesso all'eliminazione di quelle anteriori, rendendo con ciò pericolosissime le vetture in caso di rottura improvvisa di una minigonna con conseguente ed improvvisa diminuzione della deportanza. Dopo il tragico incidente di Hockenheim, che costò la vita a Patrick Depailler la FIA, con la volontà di salvaguardare la sicurezza dei piloti, vietò le minigonne scorrevoli poste sui fianchi delle vetture e che erano fondamentali per la generazione dell'effetto suolo. Il regolamento ora imponeva una distanza minima di 6 cm dal suolo di qualunque parte della massa sospesa della vettura.

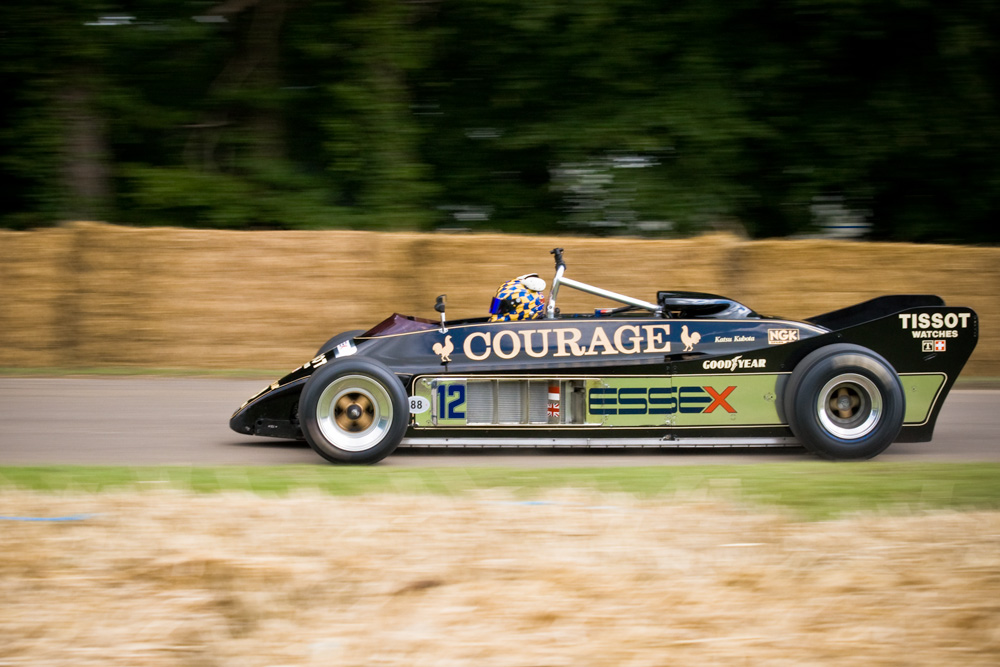
Vista laterale di una Lotus 88

La Brabham fu il primo team a svicolare dalle regole utilizzando un sistema di sospensioni idropneumatiche che si comprimevano con il carico aerodinamico avvicinando così la vettura all'asfalto. Questo sistema però nella pratica rendeva la vettura priva di sospensioni e il pilota subiva ancor più di prima sobbalzi e scuotimenti. Tuttavia, le prestazioni risultarono migliorate a tal punto che tutti gli altri team le adottarono. Molte squadre non riuscirono a riprodurre il sistema della Brabham e, sfruttando una ingenua lacuna del regolamento, montarono un dispositivo pneumatico, il correttore di assetto, che agiva sulle sospensioni e faceva alzare la vettura fino a portare il fondo a sei centimetri di altezza ogni volta che la vettura rientrava ai box ed era quindi potenzialmente soggetta a verifiche. Visto che la FISA non trovò appigli normativi, tutte le scuderie nel corso della stagione installarono questo semplice dispositivo che non interferiva con l'assetto della vettura in corsa. Chapman invece aveva già deciso di seguire un'altra strada, molto più creativa ed elaborata ma sulla quale, purtroppo per lui, la FISA trovò le basi normative per metterla fuorilegge.

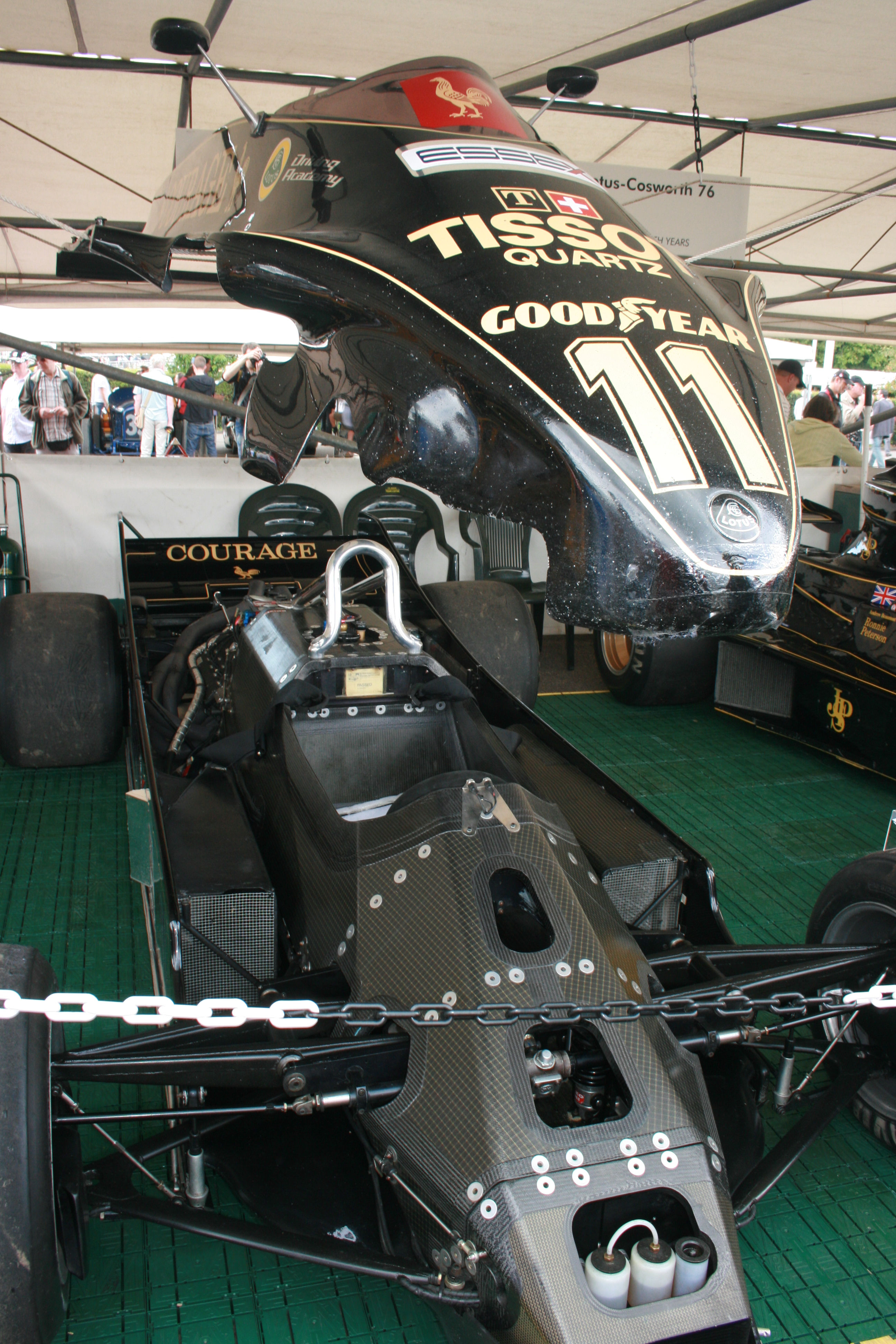
La struttura interna a doppio telaio della Lotus 88

La precedente Lotus 86 era stata progettata, sulla stessa struttura base della 88, in un periodo nel quale le minigonne erano legali e ne era stato costruito un solo prototipo. Le prestazioni subirono un piccolo ma significativo aumento rispetto alle vetture dotate di effetto suolo tradizionale. Quando le minigonne furono vietate Wright studiò il comportamento della vettura senza minigonne per capire le sue prestazioni in questa nuova configurazione. La perdita di prestazioni fu insignificante e quindi la 88 venne rapidamente progettata come una re-ingegnerizzazione della Lotus 86.
La 88 utilizzava un ingegnoso sistema composto da due telai, uno interno all'altro. Il telaio più interno ospitava l'abitacolo ed era ammortizzato indipendentemente da quello esterno, che era invece progettato per sostenere la pressione generata dall'effetto suolo. Quello esterno non aveva ali ed era in realtà un enorme sistema di generazione dell'effetto suolo, che iniziava subito dietro al muso della vettura e si estendeva fino alle ruote posteriori producendo un enorme valore di deportanza.
Come motore la vettura utilizzava il Ford Cosworth DFV. I piloti del team, Elio De Angelis e Nigel Mansell, dichiararono che la vettura era un disastro e che ne avevano paura quando ad alte velocità l'aria si infilava fra i due telai. Per generare il carico aerodinamico nella forma più gestibile possibile la vettura fu costruita facendo ampio uso di fibra di carbonio. Questa scelta la rese, insieme alla McLaren MP4/1, la prima monoposto per la cui costruzione furono utilizzate le fibre sintetiche in grande quantità.
Gli altri team si sentirono oltraggiati da questo modo di interpretare i regolamenti e protestarono con la FISA, asserendo che il doppio telaio violava le regole in quanto si poteva considerare una superficie aerodinamica mobile. La FISA accolse la protesta ed escluse la vettura dalle competizioni. Chapman era invece ostinatamente convinto che la vettura fosse regolare e sfidò gli altri team e la FISA stessa in ogni modo, tentando anche di far entrare in pista una vettura leggermente modificata, la cosiddetta Lotus 88B, durante le qualifiche del Gran Premio di Gran Bretagna, ma la decisione non venne annullata, anzi si arrivò al punto che se la 88 fosse entrata in pista, il team avrebbe perso i punti conquistati fino a quel momento e lo stesso Gran Premio avrebbe perso validità mondiale in quella stagione. Chapman fu quindi costretto ad aggiornare due telai delle sue Lotus 87 e ad utilizzarli come vetture in sostituzione della Lotus 88.
La 88 in ogni caso resta una delle curiosità di un'epoca ormai scomparsa della Formula 1. Lo chassis, alcune componenti aerodinamiche e la configurazione generale della 88 furono utilizzate con successo sulla successiva Lotus 91 che venne presentata nel 1982.
Da segnalare che la messa al bando della vettura e le relative controversie fecero perdere alla Lotus uno status legato all'altra grande innovazione di questa vettura, cioè di essere la prima a gareggiare con telaio in fibra di carbonio: il titolo spetta infatti alla McLaren MP4/1.